# Parigi-Tours 2006
La Parigi-Tours 2006, centesima edizione della corsa, si svolse l'8 ottobre 2006 su un percorso totale di 254,5 km. Fu vinta dall'francese Frédéric Guesdon che terminò la gara in 5h31'09".

## Squadre partecipanti
| N.      | Cod. | Squadra                        |
| ------- | ---- | ------------------------------ |
| 1-8     | MRM  | Team Milram                    |
| 11-18   | CSC  | Team CSC                       |
| 21-28   | CEI  | Caisse d'Epargne-Illes Balears |
| 31-38   | RAB  | Rabobank                       |
| 41-48   | DSC  | Discovery Channel              |
| 51-58   | LAM  | Lampre-Fondital                |
| 61-68   | PHO  | Phonak Hearing Systems         |
| 71-78   | TMO  | T-Mobile Team                  |
| 81-88   | SDV  | Saunier Duval-Prodir           |
| 91-98   | GST  | Gerolsteiner                   |
| 101-108 | LIQ  | Liquigas                       |
| 111-118 | C.A  | Crédit Agricole                |
| 121-128 | QSI  | Quick Step-Innergetic          |

| N.      | Cod. | Squadra                               |
| ------- | ---- | ------------------------------------- |
| 131-138 | COF  | Cofidis, le Crédit par Téléphone      |
| 141-148 | DVL  | Davitamon-Lotto                       |
| 151-158 | A2R  | AG2R Prévoyance                       |
| 161-168 | EUS  | Euskaltel-Euskadi                     |
| 171-178 | BTL  | Bouygues Télécom                      |
| 181-188 | FDJ  | Française des Jeux                    |
| 191-198 | UNI  | Unibet.com                            |
| 201-208 | JAC  | Chocolade Jacques-Topsport Vlaanderen |
| 211-218 | AGR  | Agritubel                             |
| 221-228 | LAN  | Landbouwkrediet-Colnago               |
| 231-238 | SKS  | Skil-Shimano                          |
| 241-248 | LSW  | Astana                                |

## Ordine d'arrivo (Top 10)
| Pos. | Corridore         | Squadra         | Tempo    |
| ---- | ----------------- | --------------- | -------- |
| 1    | Frédéric Guesdon  | F. des Jeux     | 5h31'09" |
| 2    | Kurt Asle Arvesen | Team CSC        | s.t.     |
| 3    | Stuart O'Grady    | Team CSC        | a 8"     |
| 4    | Thor Hushovd      | Crédit Agricole | s.t.     |
| 5    | Aljaksandr Usaŭ   | AG2R Prév.      | s.t.     |
| 6    | Baden Cooke       | Unibet.com      | s.t.     |
| 7    | Frank Høj         | Gerolsteiner    | s.t.     |
| 8    | Danilo Napolitano | Lampre          | s.t.     |
| 9    | Tom Steels        | Davitamon       | s.t.     |
| 10   | Filippo Pozzato   | Quick Step      | s.t.     |